# John Nicholas (Politiker)
John Nicholas (* 19. Januar 1764 in Williamsburg, Colony of Virginia; † 31. Dezember 1819 in Geneva, New York) war ein US-amerikanischer Jurist und Politiker. Er war der Bruder von Wilson Cary Nicholas und Onkel von Robert Carter Nicholas, beides US-Senatoren, und Sohn des Robert Carter Nicholas Sr., der ebenfalls Politiker war.

## Leben
John Nicholas besuchte die Gemeinschaftsschule und graduierte dann am College of William & Mary in Williamsburg. Er studierte Jura und praktizierte nach Erhalt seiner Zulassung als Anwalt in seinem Heimatcounty. Später wurde er als Anti-Administration Kandidat in den 3. US-Kongress gewählt und als Democratic Republican in die drei nachfolgenden US-Kongresse wiedergewählt. Er war im US-Repräsentantenhaus vom 4. März 1793 bis zum 3. März 1801 tätig. Danach zog er nach Geneva (New York). Dort war er zwischen 1806 und 1809 Mitglied im Senat von New York. Ferner war er zwischen 1806 und 1819 als Richter am Court of Common Pleas tätig. Darüber hinaus ging er landwirtschaftlichen Tätigkeiten nach. Er starb 1819 in Geneva und wurde dort auf dem Glenwood Cemetery beigesetzt.